# El Nacimiento, San Luis Potosí
El Nacimiento är en ort i Mexiko.   Den ligger i kommunen Rioverde och delstaten San Luis Potosí, i den centrala delen av landet, 300 km norr om huvudstaden Mexico City. El Nacimiento ligger 1 200 meter över havet och antalet invånare är 102.
Terrängen runt El Nacimiento är lite bergig. Runt El Nacimiento är det ganska glesbefolkat, med 29 invånare per kvadratkilometer. Närmaste större samhälle är Río Verde, 19,2 km öster om El Nacimiento. I omgivningarna runt El Nacimiento växer i huvudsak blandskog.